# سیارک ۸۳۵۸
سیارک ۸۳۵۸ (به انگلیسی: 8358 Rickblakley، نامگذاری:1989VN5) هشت هزار و سیصد و پنجاه و هشتمین سیارک کشف شده‌است که در ۴ نوامبر ۱۹۸۹ کشف شد.
قدر مطلق سیارک برابر ۱۴٫۶۰ است.